# Oratórium
Az oratórium kettős, zenei és építészeti jelentésű kifejezés.

## A zenében
Zenei jelentése: az oratórium az operához hasonlóan szólóéneket és zenekart, áriákat, foglalkoztató drámai hatású kompozíció, ám attól eltérően foglalkoztat kórust és általában színpadon játszódik, jelmez nélkül. Többtételes dráma epikus kompozíció. A cselekmény összefüggő részét a tenor (rendszerint recitativo secco formájában) mondja el, de gyakran megelevenedik szólóénekek, duettek, tercettek, turbák formájában. Többnyire bibliai témájú, bár a 18. századtól már világi oratóriumokat is szereztek. Az első nagy oratóriumokat Giacomo Carissimi írta. A műfaj betetőzője Georg Friedrich Händel.

## Az egyházi építészetben
Az egyházi építészetben több jelentésű: 
- Egy szentély emeleti részén nyíló imaterem, mely többnyire a templom urának magánájtatosságát szolgálta.
- Kisebb imahelyiséget, imatermet is jelenthet, vagy egy magánkápolnát pl. egy arisztokrata kastély birtokán.

A kifejezés a latin „oratio” (ima) szóból ered.

## Híres oratóriumok
- Bach: Karácsonyi oratórium
- Händel: Messiás
- Haydn: A Teremtés
- Liszt: Krisztus